# Gare de Kobuchizawa
La gare de Kobuchizawa (小淵沢駅, Kobuchizawa-eki) est une gare ferroviaire de la ville de Hokuto, dans la préfecture de Yamanashi, au Japon. La gare est gérée par la JR East.

## Situation ferroviaire
La gare de Kobuchizawa est située au point kilométrique (PK) 173,7 de la ligne principale Chūō. Elle marque le début de la ligne Koumi.

## Histoire
La gare a été inaugurée le 21 décembre 1904.

## Services aux voyageurs

### Accès et accueil
La gare dispose d'un bâtiment voyageurs, avec guichets, ouvert tous les jours.

### Desserte
- Ligne principale Chūō :
  - voie 1 : direction Shiojiri (interconnexion avec la ligne Shinonoi pour Matsumoto)
  - voie 2 : direction Kōfu, Ōtsuki et Shinjuku
- Ligne Koumi :
  - voies 4 et 5 : direction Sakudaira et Komoro